# IBM PC Convertible

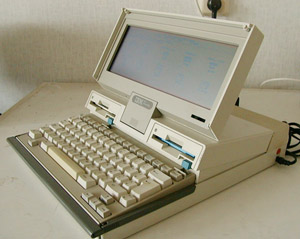
IBM PC Convertible

Der „IBM PC Convertible“ oder IBM 5140 war ein tragbarer Rechner mit einem integrierten 640 × 200 Pixel LCD-Bildschirm. IBM präsentierte ihn 1986 und ersetzte in ihrer Modellpalette den tragbaren 15 kg Rechner „IBM PC Portable“. Er konnte als ein vollwertiger IBM-PC-kompatibler Computer mit Batterien betrieben werden. Im Gegensatz zum sehr teuren Portable hatte er keine Festplatte, aber zwei 720-kB-3,5″-Diskettenlaufwerke.
Der Prozessor des IBM PC Convertible, ein 8088, der von Intel bereits seit 1978 verkauft wurde, wurde in einer stromsparenden CMOS-Variante verwendet, lief mit einer Taktfrequenz von 4,77 MHz. Der Hauptspeicher war 256 kB groß und erweiterbar auf 640 kB. Der Rechner hatte ein Gewicht von 5,8 kg und einen eingebauten Tragegriff.
Wesentliche Mitarbeit am Design des Geräts hatte Richard Sapper.